# بيبي بايت
بيبي بايت (بالإنجليزية:  Pebibyte)‏ هي العديد من وحدة البايت وتستخدم في مخازن بيانات الحاسب، البادئة الثنائية بيبي تعني 250، وبالتالي فان واحد بيبي بايت يساوي = 1024 تيبي بايت = 1125899906842624 بايت، الرمز لبيبي بايت هو PiB. وهي عضو من مجموعة من
بيبي بايت لها علاقة مباشرة مع بيتابايت (PB) ولكن الاخيرة معرفة بالنظام العشري في نظام الوحدات الدولي (SI) وتساوي 1015 بايت = 1000000000000000 بايت  ، واحد بيبي بايت يساوي تقريبا 1.13 بيتابايت
الوحدات ذات البادئة الثنائية كما هو معرف في اللجنة الكهروتقنية الدولية (IEC).
البادئة بيبي pebi (Pi) تعني محصلة الضرب في 10245